# Бийи-Монтиньи
Бийи-Монтиньи (фр. Billy-Montigny) — коммуна во Франции, регион О-де-Франс, департамент Па-де-Кале, округ Ланс, кантон Арн. Город расположен в 6 км к востоку от Ланса и в 29 км к югу от Лилля, в 2 км от автомагистрали А21 "Рокад Миньер". В центре города находится железнодорожная станция Бийи-Монтиньи линии Ланс-Острикур.
Население (2018) — 8 167 человек.

## Достопримечательности
- Церковь Святого Мартина XIX века
- Мемориал жертвам взрыва на угольной шахте компании Courrières в 1906 году

## Экономика
Структура занятости населения:
- сельское хозяйство — 0,0 %
- промышленность — 11,4 %
- строительство — 10,1 %
- торговля, транспорт и сфера услуг — 37,9 %
- государственные и муниципальные службы — 40,6 %

Уровень безработицы (2017) — 23,7 % (Франция в целом — 13,4 %, департамент Па-де-Кале — 17,2 %). 

Среднегодовой доход на 1 человека, евро (2017) — 15 970 (Франция в целом — 21 110, департамент Па-де-Кале — 18 610).

## Демография
Динамика численности населения, чел.

## Администрация
Пост мэра Бийи-Монтиньи с 1999 года занимает коммунист Брюно Трони (Bruno Troni). На муниципальных выборах 2020 года возглавляемый им левый список победил в 1-м туре, получив 63,93 % голосов.
| Период | Период | Фамилия      | Партия                  | Примечания                                              |
| ------ | ------ | ------------ | ----------------------- | ------------------------------------------------------- |
| 1977   | 1999   | Отелло Трони | Коммунистическая партия | начальник службы, член Генерального совета департамента |
| 1999   |        | Брюно Трони  | Коммунистическая партия | фармацевт, член Генерального совета департамента        |

## Города-побратимы
- Бёнен, Германия
- Реджелло, Италия
- Тшебиня, Польша

## Галерея
- Церковь Святого Мартина
- Мемориал жертвам взрыва 1906 года

1. 1 2  база данных о французских коммунах — Национальный географический институт Франции, 2015.